# Curt Sprehn
Curt Erich Willy Sprehn (* 30. August 1892 in Preußisch Stargard; † 4. Juni 1976 in Celle) war ein deutscher Veterinär und Hochschullehrer an der Universität Leipzig.

## Leben
Nach dem Abitur in Danzig studierte Sprehn 1912–1921 Tiermedizin und Naturwissenschaften an der Universität Berlin und der Tierärztlichen Hochschule Berlin. Von 1916 bis 1918 nahm er am Ersten Weltkrieg teil. 1921 bis 1924 arbeitete er als praktischer Tierarzt in Berlin. 1923 erfolgte die Promotion zum Dr. med. vet. an der TiHo Berlin. Darauf war er 1924–1925 Assistent am Pathologischen Institut der TiHo Berlin und 1925–1926 Leiter der Abteilung für Parasitologie der Firma Merck in Darmstadt. Ab 1927 wurde er Assistent bei August Eber am Tierseucheninstitut der Universität Leipzig. 1928 habilitierte er sich dort für Angewandte Zoologie und Parasitologie und lehrte 1928 bis 1932 als Privatdozent, 1932 bis 1938 als nichtplanmäßiger außerordentlicher Professor und ab 1938 als planmäßiger außerordentlicher Professor für Parasitologie und Angewandte Zoologie (Abteilungsleiter Parasitenkunde und Fischkrankheiten). Ein längerer Aufenthalt als Parasitologe von 1934 bis 1938 führte nach Ankara in der Türkei. Im Zweiten Weltkrieg wurde das Institut für Parasitologie Leipzig geschlossen und Sprehn u. a. in der Räudebekämpfung eingesetzt. Im November 1933 unterzeichnete Sprehn das Bekenntnis der deutschen Professoren zu Adolf Hitler. 1945 wurde das NSDAP-Mitglied entlassen, die Hochschulkarriere war beendet.
Ab 1945 arbeitete Sprehn als praktischer Tierarzt in Westdeutschland. Von 1951 bis 1955 war er Oberregierungsrat und Abteilungsleiter für Pelztierkrankheiten an der Bundesforschungsanstalt für Landwirtschaft in Celle. Sprehn war ein Spezialist für Parasiten: Er führte Tetrachlorkohlenstoff und Tetrachlorethylen in der Therapie der Leberegelseuche ein. Auch forschte er zu Aufzuchtkrankheiten der Silberfüchse (Einsatz von „Sprehn-Kapseln“).

## Schriften
- Die Ascarida der Säugetiere und Vögel Deutschlands, 1928
- Lehrbuch der Helminthologie, Berlin 1932
- Helminthen und Helminthiasen des Schweines (= Parasitologische Schriftenreihe, Heft 7), Jena 1957
- Kaninchenkrankheiten, Reutlingen 1957